# Alina Potrykowska
Alina Teresa Potrykowska (ur. w 1944 w Białej Podlaskiej) – polska geograf specjalizująca się w demografii, związana z PAN, sekretarz generalny Rządowej Rady Ludnościowej.
Absolwentka Uniwersytetu Warszawskiego (1968) na Wydziale Geografii i Studiów Regionalnych oraz Studium Afrykanistycznego UW. W 1979 obroniła pracę doktorską, od 1980 pracowała w Instytucie Geografii i Przestrzennego Zagospodarowania Polskiej Akademii Nauk w Warszawie.
W roku 1984 otrzymała nagrodę naukową Sekretarza Wydziału Nauk o Ziemi Polskiej Akademii Nauk im. Jana Chmielewskiego za pracę doktorską nt. struktury demograficzno-społecznej funkcjonalnego regionu miejskiego Warszawy. Uczyła na wielu zagranicznych uniwersytetach m.in. w Rouen, Lille, Saragossie, Meiji w Tokio, Sztokholmie. W latach 1991–1994 była członkiem Komitetu Sterującego „Ludność i Środowisko” Międzynarodowej Unii Studiów Społecznych i Ludnościowych (IUSSP). W latach 1990–1996 była członkiem rzeczywistym Komisji Ludność i Środowisko Międzynarodowej Unii Geograficznej, następnie do 2004 pełniła funkcję Przewodniczącej tej Komisji. Obecnie jest członkiem rzeczywistym Komisji, w której bierze czynny udział jako jedyna przedstawicielka krajów Europy Środkowo-Wschodniej. Za zasługi na tym polu otrzymała nagrodę „International Prize of Environmental Creation, Japan, 2008”.
Jest autorką ok. 130 publikacji, biuletynów, monografii i książek naukowych poświęconych głównie procesom demograficznym, strukturze społecznej obszarów miejskich. Z inicjatywy Rządowej Rady Ludnościowej bierze udział w pracach nad dokumentami „Założenia polityki ludnościowej w Polsce” oraz „Rekomendacje Rządowej Rady Ludnościowej ws. polityki ludnościowej Polski”.
Dr Potrykowska współpracowała z Rządową Radą Ludnościową w latach 2000-2003, gdzie należała do zespołu przygotowującego raporty o sytuacji demograficznej Polski, a także brała czynny udział w przygotowaniu I Kongresu Demograficznego. Od 2007 jest członkiem Prezydium Rządowej Rady Ludnościowej oraz Sekretarz Generalną tej Rady.
Brała udział w ramach polskiej delegacji rządowej w konferencji światowej Beijing +5 na temat kobiet organizowanej przez ONZ. W latach 2001–2003 uczestniczyła w konferencjach komisji ONZ na temat Ludność i Rozwój.
Od 2008 roku jako członek delegacji rządowej RP bierze rok w rok udział w sesjach tej komisji. W 2015 w dniu 14 kwietnia przemawiała w imieniu delegacji rządowej na 48 sesji pt.: Realizing the Future We Want: Integration population issues into sustainable development including in the post 2015 development agenda.
29 stycznia 2015 odbyła się uroczysta dekoracja Aliny Potrykowskiej Złotym Krzyżem Zasługi za rozwijanie i badanie procesów demograficznych, nadanym przez Prezydenta RP Bronisława Komorowskiego.